# Mcadd
MCADD er en defekt i fedtforbrændingen, der gør, at de mellemlange kæder i det fedt, man spiser, ikke kan forbrændes. 
Det betyder derfor noget, hvad man spiser, og hvor ofte man spiser. Populært sagt hører MCADD med i familien af stofskiftesygdomme.
MCADD står for:
Mellemkædet Acyl-CoA Dehydrogenase Defekt (på dansk) 
eller Medium-chain acyl-coenzyme A dehydrogenase deficiency (på engelsk).
I Danmark bliver alle spædbørn screenet for MCADD i deres 48-72. levetime. Behandlede børn har gode prognoser. Alle børn med MCADD i Danmark er tilknyttet Center for sjældne handicaps på Rigshospitalet. Der er (2009) ca. 60 familier med MCADD i Danmark, og tallet øges med ca. 3-6 familier om året.
Behandlingen af MCADD kræver, at man overholder visse diæt- og fasteregler og især, at man ved, hvad der skal gøres, når barnet bliver sygt (af helt almindelige børnesygdomme, vira, infektioner ...) 